# Ice d'Indianapolis
L'Ice d'Indianapolis est une franchise de hockey sur glace ayant évolué dans la Ligue internationale de hockey et dans la Ligue centrale de hockey.

## Historique
L'équipe a été créée en 1988 à Indianapolis dans l'État de l'Indiana et évolua dans la LIH où ils furent le club-école des Blackhawks de Chicago durant quelques années avant de passer ensuite en 1999 dans la LCH où ils restèrent jusqu'en 2004. Le Ice remporte la Coupe Turner remis au vainqueur des séries éliminatoires dans la LIH en 1989-1990 sous l'entraîneur Darryl Sutter. Ils remportent également la Coupe Miron remis au champion des séries dans la ligue centrale en 2000.

### Saisons en LIH
Note: PJ : parties jouées, V : victoires, D : défaites, N : matchs nuls, DP : défaite en prolongation, DF : défaite en fusillade, Pts : Points, BP : buts pour, BC : buts contre, Pun : minutes de pénalité
| Saison    | PJ | V  | D  | N | DP | Pts | Classement                   | Séries éliminatoires                  | Entraîneurs                          |
| --------- | -- | -- | -- | - | -- | --- | ---------------------------- | ------------------------------------- | ------------------------------------ |
| 1988-1989 | 82 | 26 | 54 | 0 | 2  | 54  | 5e place, division Ouest     | Hors des séries                       | Archie Anderson Ron Handy Reg Thomas |
| 1989-1990 | 82 | 53 | 21 | 0 | 8  | 114 | 1er place, division Ouest    | 4-1 Peoria 4-1 Salt Lake 4-0 Muskegon | Darryl Sutter                        |
| 1990-1991 | 82 | 48 | 29 | 0 | 5  | 101 | 2e place, division Est       | 4-3 Fort Wayne                        | Dave McDowall                        |
| 1991-1992 | 82 | 31 | 41 | 0 | 10 | 72  | 5e place, division Est       | Hors des séries                       | John Marks                           |
| 1992-1993 | 82 | 34 | 39 | 0 | 9  | 77  | 2e place, division Central   | 4-1 Atlanta                           | John Marks Duane Sutter              |
| 1993-1994 | 82 | 28 | 46 | 0 | 7  | 63  | 3e place, division Central   | Hors des séries                       | Duane Sutter                         |
| 1994-1995 | 82 | 32 | 41 | 0 | 8  | 72  | 4e place, division Mid-Ouest | Hors des séries                       | Duane Sutter                         |
| 1995-1996 | 82 | 43 | 33 | 0 | 6  | 92  | 3e place, division Nord      | 1er ronde                             | Bob Ferguson                         |
| 1996-1997 | 82 | 44 | 29 | 0 | 9  | 97  | 1er place, division Central  | 1er ronde                             | Bob Ferguson                         |
| 1997-1998 | 82 | 40 | 36 | 0 | 6  | 86  | 3e place, division Centrale  | 1er ronde                             | Bob Ferguson                         |
| 1998-1999 | 82 | 33 | 37 | 0 | 12 | 78  | 3e place, division Central   | 2-1 Cincinnati 3-1 Détroit            | Bruce Cassidy                        |

### Saisons en LCH
| Saison    | PJ | V  | D  | N | DP | Pts | Classement                   | Séries éliminatoires                     | Entraîneurs  |
| --------- | -- | -- | -- | - | -- | --- | ---------------------------- | ---------------------------------------- | ------------ |
| 1999-2000 | 70 | 39 | 28 | 0 | 3  | 81  | 2e place, division Ouest     | 3-2 Tulsa 3-0 Oklahoma City 4-3 Columbus | Rod Davidson |
| 2000-2001 | 70 | 31 | 32 | 0 | 7  | 69  | 4e place, division Est       | 3-0 Memphis                              | Rod Davidson |
| 2001-2002 | 64 | 20 | 37 | 0 | 7  | 47  | 4e place, division Nord-Est  | Hors des séries                          | Rod Davidson |
| 2002-2003 | 64 | 39 | 16 | 0 | 9  | 87  | 1er place, division Nord-Est | 3-1 Amarillo 4-0 Memphis                 | Ken McRae    |
| 2003-2004 | 64 | 37 | 23 | 0 | 4  | 78  | 2e place, division Nord-Est  | 3-2 Bossier-Shreveport                   | Ken McRae    |